# Dafnis (luna)
Dafnis (grško Δαφνίς: Dafnís) je Saturnov notranji naravni satelit. Kroži po Keelerjevi vrzeli v obroču A. 

## Odkritje
Odkritje je objavil Carolyn C. Porco in skupina Cassini Imaging Science Team 6. maja 2005. Po odkritju je dobila začasno oznako S/2005 S 1.
Ime je luna dobila leta 2006 po bogu Dafnisu iz grške mitologije. Bil je sin Hermesa, brat Pana in potomec Titanov.

## Fizikalne lastnosti
Luna obkroži Saturn v 14 urah in 15 minutah po krožnici, ki ima izsrednost in naklon tira skoraj enak ničli. Albedo je okoli 50 %. Oddaljenost tirnice od Saturna je 136.505 km. Premer lune je med 6 in 8 km.